# メディアシティゾーン
『ネオバラ2』 → 『メディアシティゾーン』は、2012年4月2日からテレビ朝日系列で放送している深夜番組枠の名称である。

## 概要
『ネオバラ2』の枠設立前は、火 - 金曜日（月 - 木曜深夜）の1:21 - 1:51に『ネオバラエティ第4部』が放送されていた。2009年秋の改編で『お願い!ランキング』が開始されたことにより、『ネオネオバラエティ』と『ネオバラエティ第3部』が打ち切りになったため『ネオバラエティ第4部』の名は消滅した。しかし、2009年10月以降も引き続き30分番組が放送されており、加えて2011年春の改編で1:51 - 2:21枠に30分のバラエティ番組が開始された。そして、2012年春の改編から、この2つの総称が『ネオバラ2』となった。番組により時差ネットを行っている局はあるものの、同時ネットを行っている局は無い。
2014年春の改編で、『お願い!ランキング』が2部構成に変更されると同時に、当枠の第1部が5分繰り下がり、第2部が廃止になった。
2017年春の改編で、かつて当枠の第2部であった時間帯に『ネオバラ3』がスタートした（後にバラバラ大作戦枠）。
2017年秋の改編で、2本立てだった水曜版に関しても30分番組1本に変更されることとなった。また同改編以降、木曜版に関しては、2020年9月まで原則毎月最終週は『スマートフォンデュ → 無料屋』（0:50 - 2:45）を放送のため、休止となっていた。
2018年秋の改編で、『ネオバラ3』と共に3分繰り下がったが、2019年秋の改編で3分繰り上がり、元に戻る。
2012年4月7日（6日深夜） 3:10 - 5:10に放送された「ネオバラ2 スタート記念スペシャル」以外では本枠の名称について言及されることはほとんどなく、その「スタート記念スペシャル」内で紹介された番組も当枠の一部（月曜第2部「ゲストとゲスト」・火曜第1部「ゴリゴリくりぃむ」・水曜第1部「濱キス」・木曜第2部「バナナ藩」のみ）しか紹介されていなかった。また、別の枠（火曜 - 金曜 0:15 - 0:45）が『ネオバラエティ2』（略称：ネオバラ2）と呼ばれているなど、当枠の枠名称の実態は長らく不明であった。
2022年4月の改編にて本枠に『メディアシティゾーン』という新たな名称が制定されることが同年3月11日に明らかになった。

## 現在の番組
| 曜日   | 放送時間    | 番組名                 | 放送開始日    | 備考                                                 |
| ------ | ----------- | ---------------------- | ------------- | ---------------------------------------------------- |
| 月曜版 | 1:26 - 1:56 | musicる TV             | 2012年1月9日  |                                                      |
| 火曜版 | 1:26 - 1:56 | フリースタイル日本統一 | 2023年10月4日 |                                                      |
| 水曜版 | 1:26 - 1:56 | Break Out              | 2017年10月5日 | 2012年1月5日から2017年9月29日までは木曜第1部で放送。 |
| 木曜版 | 1:26 - 1:56 | 上田ちゃんネル         | 2024年10月4日 | 2024年9月20日まではテレ朝チャンネルで放送。          |

## 番組の移り変わり

### ネオバラ2 第1部 → ネオバラ2 → メディアシティゾーン
- 放送時間 … 1:21 - 1:51 → 1:26 - 1:56 → 1:29 - 1:59 → 1:26 - 1:56

| 枠名称               | 放送期間                 | 月曜版     | 火曜版                                                  | 水曜版            | 水曜版                           | 木曜版                                          |
| -------------------- | ------------------------ | ---------- | ------------------------------------------------------- | ----------------- | -------------------------------- | ----------------------------------------------- |
| ネオバラ2 第1部      | 2012年04月 - 2012年09月  | musicる TV | GORIGORIくりぃむ                                        | 濱キス            | 濱キス                           | Break Out                                       |
| ネオバラ2 第1部      | 2012年10月 - 2013年03月  | musicる TV | GARIGARIくりぃむ                                        | キス濱ラーニング  | キス濱ラーニング                 | Break Out                                       |
| ネオバラ2 第1部      | 2013年04月 - 2013年09月  | musicる TV | 火曜バラエティ道場                                      | キス濱ラーニング2 | キス濱ラーニング2                | Break Out                                       |
| ネオバラ2 第1部      | 2013年10月 - 2014年03月  | musicる TV | だんくぼ・彩                                            | キス濱ラーニング3 | キス濱ラーニング3                | Break Out                                       |
| ネオバラ2            | 2014年04月 - 2014年09月  | musicる TV | 私のホストちゃんS 〜新人ホストオーナー奇跡の密着6カ月〜 | 学生HEROES!       | 東京上級デート2                  | Break Out                                       |
| ネオバラ2            | 2014年10月 - 2015年03月  | musicる TV | BF会議                                                  | 学生HEROES!       | アナ動画                         | Break Out                                       |
| ネオバラ2            | 2015年04月 - 2015年06月  | musicる TV | ドラマ!7人のアイドルゴーゴー!                           | 学生HEROES!       | アナ動画                         | Break Out                                       |
| ネオバラ2            | 2015年07月 - 2015年09月  | musicる TV | ドラマ!7人のアイドルゴーゴー!                           | 学生HEROES!       | ちょいアゲ↑ スイッチ             | Break Out                                       |
| ネオバラ2            | 2015年10月 - 2016年03月  | musicる TV | フリースタイルダンジョン                                | 学生HEROES!       | AKBホラーナイト アドレナリンの夜 | Break Out                                       |
| ネオバラ2            | 2016年04月 - 2016年09月  | musicる TV | フリースタイルダンジョン                                | 学生HEROES!       | AKBラブナイト 恋工場             | Break Out                                       |
| ネオバラ2            | 2016年10月 - 2017年09月  | musicる TV | フリースタイルダンジョン                                | 学生HEROES!       | ロクメシ                         | Break Out                                       |
| ネオバラ2            | 2017年10月 - 2018年09月  | musicる TV | フリースタイルダンジョン                                | Break Out         | Break Out                        | 超人女子                                        |
| ネオバラ2            | 2018年10月 - 2019年01月  | musicる TV | フリースタイルダンジョン                                | Break Out         | Break Out                        | 超人女子とズケ女                                |
| ネオバラ2            | 2019年01月 - 2020年07月  | musicる TV | フリースタイルダンジョン                                | Break Out         | Break Out                        | 超人女子戦士 ガリベンガーV                      |
| ネオバラ2            | 2020年07月 - 2021年03月  | musicる TV | フリースタイルティーチャー                              | Break Out         | Break Out                        | 超人女子戦士 ガリベンガーV                      |
| ネオバラ2            | 2021年04月 - 2021年06月  | musicる TV | フリースタイルティーチャー                              | Break Out         | Break Out                        | 通販だけ生活                                    |
| ネオバラ2            | 2021年06月 - 2022年 03月 | musicる TV | フリースタイルティーチャー                              | Break Out         | Break Out                        | 春菜ザキさんの タダの通販じゃねーよ!            |
| メディアシティゾーン | 2022年04月 - 2022年09月  | musicる TV | フリースタイルティーチャー                              | Break Out         | Break Out                        | 超人女子戦士 ガリベンガーV                      |
| メディアシティゾーン | 2022年10月 - 2023年03月  | musicる TV | フリースタイルティーチャー                              | Break Out         | Break Out                        | 出川一茂ホラン☆フシギの会                       |
| メディアシティゾーン | 2023年04月 - 2023年07月  | musicる TV | フリースタイルティーチャー                              | Break Out         | Break Out                        | 世界水泳ウルトラ宣言                            |
| メディアシティゾーン | 2023年08月               | musicる TV | フリースタイルティーチャー                              | Break Out         | Break Out                        | 真夜中のバスケ☆FIVE チョコプラ松尾のW杯応援宣言 |
| メディアシティゾーン | 2023年09月               | musicる TV | フリースタイルティーチャー                              | Break Out         | Break Out                        | 特番枠                                          |
| メディアシティゾーン | 2023年10月 - 2024年09月  | musicる TV | フリースタイル日本統一                                  | Break Out         | Break Out                        | 謎解き戦士! ガリベンガーV                       |
| メディアシティゾーン | 2024年10月 -             | musicる TV | フリースタイル日本統一                                  | Break Out         | Break Out                        | 上田ちゃんネル                                  |

### ネオバラ2 第2部
- 放送時間 … 1:51 - 2:21 → 廃枠

| 放送期間                | 月曜版                   | 火曜版                               | 水曜版      | 水曜版         | 木曜版                    |
| ----------------------- | ------------------------ | ------------------------------------ | ----------- | -------------- | ------------------------- |
| 2012年04月 - 2012年09月 | ゲストとゲスト           | ブロサー                             | 学生HEROES! | 東京上級デート | 世間に飛び出せ!! バナナ藩 |
| 2012年10月 - 2013年03月 | ショナイの話             | ガールズトーク〜十人のシスターたち〜 | 学生HEROES! | 東京上級デート | 大人のバナナ              |
| 2013年04月 - 2013年09月 | GURIGURIくりぃむ         | 甘王の共感スクール                   | 学生HEROES! | 東京上級デート | 木曜バラエティ道場        |
| 2013年10月 - 2014年03月 | GIRIGIRIくりぃむ企画工場 | ガールズトーク 薔薇組                | 学生HEROES! | 東京上級デート | 侃侃諤諤                  |

### 枠移動
林修先生の今やる!ハイスクール - 2014年4月に『林修の今でしょ!講座』に改題し、火曜19:00 - 19:54枠に移行。
GIRIGIRIくりぃむ企画工場 - 2014年4月に『くりぃむナンチャラ』に改題し、土曜（金曜深夜）2:20 - 2:50枠に移動。
キス濱ラーニング - 2014年4月に『キス濱テレビ』に改題し、水曜（火曜深夜）0:15 - 0:45枠に移動。
学生才能発掘バラエティ 学生HEROES! - 2014年4月に木曜（水曜深夜）1:51 - 2:06枠に移動。
東京上級デート - 2014年4月に『東京上級デート2』に改題し、木曜（水曜深夜）2:06 - 2:31枠に移動。
超人女子戦士 ガリベンガーV - 2021年4月に日曜（土曜深夜）0:05 - 0:30枠に移動後、2022年4月に当枠に復帰。さらに2022年10月には土曜 18:30 - 18:56枠に再び移動したのち、2023年10月に再び当枠に復帰。
春菜ザキさんのタダの通販じゃねーよ! - 2022年4月に日曜10:30 - 11:00枠に移動。
出川一茂ホラン☆フシギの会 - 2023年4月に土曜（金曜深夜）0:20 - 0:50枠に移動。

## バラエティ道場
2013年4月から2013年9月まで、火曜版前半枠と木曜版後半枠に放送された2ヵ月限定バラエティ番組枠。
火曜バラエティ道場
- バカリズム御一考様（2013年4月3日 - 5月22日）
- コロンブスのヒラメキ（2013年5月29日 - 7月17日）
- 林修先生の今やる!ハイスクール（2013年8月7日 - 9月25日）

木曜バラエティ道場
- 最高のクレーム（2013年4月5日 - 5月24日）
- クイズ逆転階段（2013年5月31日 - 8月9日）
- よくぞ行きましたTV（2013年8月16日 - 9月27日）